# 髙田琢登
髙田 琢登（たかだ たくと、2002年9月18日 - ）は、静岡県清水市（現：静岡市清水区）出身のプロ野球選手（投手）。左投左打。オイシックス新潟アルビレックス・ベースボール・クラブ所属。

## 経歴

### プロ入り前
祖父、父は野球経験者であるが元々はサッカーをやっていた。小学校4年から野球を始め、中学校時代は静岡蒲原リトルシニアに所属。
中学校卒業後は自身の父親が当時野球部監督を務めていた静岡商業に進学し、1年夏にはベンチ入りを果たす。3年夏はエースとしてチームの県大会ベスト4進出の原動力となるも、甲子園出場はならなかった。
2020年のプロ野球ドラフト会議において、横浜DeNAベイスターズから6巡目で指名を受ける。静岡商業から直接のプロ入りは1976年に南海からドラフト2位で指名を受けた久保寺雄二以来44年ぶりとなった。11月28日に契約金2500万円、年俸470万円（金額は推定）という条件で入団。背番号は56。

### プロ入り後
2021年、左肩の違和感からキャンプはリハビリからのスタートだったが、6月に二軍で初登板を果たす。8月に左肩のクリーニング手術を受けた。
2022年、短いイニングを中心に二軍で26試合に登板し、防御率5.06の成績だった。与四球率7.31、5暴投と制球面に課題を残した。
2023年、二軍で24試合に登板し、防御率7.79の成績を残す。34回2/3イニングで36与四球、K/BBは0.69と引き続き制球面で課題を残した。
2024年、二軍で13試合に登板し、防御率8.55の成績だった。一軍登板は無く、戦力外通告を受けた。11月3日にくふうハヤテベンチャーズ静岡のトライアウトを、同月14日に12球団合同トライアウトを受験。さらに、戦力外にはなったものの古巣DeNAのサポートもあり同月からオーストラリアン・ベースボールリーグに参加した（キャンベラ・キャバルリーに所属）。

### オイシックス時代
2024年12月6日、イースタン・リーグ参加球団であるオイシックス新潟アルビレックス・ベースボール・クラブへの入団が発表された。背番号は14。

## 選手としての特徴
ストレートの最速は148 km/h。変化球はスライダー、カーブ、チェンジアップ、ツーシーム、スプリットを投じる。

## 詳細情報

### 年度別投手成績
- 一軍公式戦出場なし

### 背番号
- 56（2021年 - 2024年）
- 14（2025年 - ）

### 登場曲
- 『君の太陽』山猿（2021年）
- 『大切なもの』ベリーグッドマン（2022年 - ）